# ایلان باخار
ایلان باخار (عبری: אילן בכר‎؛ زادهٔ ۱۷ مهٔ ۱۹۷۵) بازیکن فوتبال اهل اسرائیل است که در پست مدافع راست بازی‌ می‌کند.
وی همچنین در تیم ملی فوتبال اسرائیل بازی کرده‌است.